# 27 جمادى الآخرة
- السبت
- الأحد
- الاثنين
- الثلاثاء
- الأربعاء
- الخميس
- الجمعة

- 2830 نوفمبر 2024
- 291 ديسمبر 2024
- 12 ديسمبر 2024
- 23 ديسمبر 2024
- 34 ديسمبر 2024
- 45 ديسمبر 2024
- 56 ديسمبر 2024
- 67 ديسمبر 2024
- 78 ديسمبر 2024
- 89 ديسمبر 2024
- 910 ديسمبر 2024
- 1011 ديسمبر 2024
- 1112 ديسمبر 2024
- 1213 ديسمبر 2024
- 1314 ديسمبر 2024
- 1415 ديسمبر 2024
- 1516 ديسمبر 2024
- 1617 ديسمبر 2024
- 1718 ديسمبر 2024
- 1819 ديسمبر 2024
- 1920 ديسمبر 2024
- 2021 ديسمبر 2024
- 2122 ديسمبر 2024
- 2223 ديسمبر 2024
- 2324 ديسمبر 2024
- 2425 ديسمبر 2024
- 2526 ديسمبر 2024
- 2627 ديسمبر 2024
- 2728 ديسمبر 2024
- 2829 ديسمبر 2024
- 2930 ديسمبر 2024
- 3031 ديسمبر 2024
- 11 يناير 2025
- 22 يناير 2025
- 33 يناير 2025

27 جُمادى الآخرة أو 27 جُمادی‌ الثانية أو يوم 27 \ 6 (اليوم السابع والعُشرون من الشهر السادس) هو اليوم الخامس والسبعون بعد المائة (175) من أيَّام السنة (أو السادس والسبعون بعد المائة لو كان شهر ربيع الآخر مُتممًا لليوم الثلاثين أو السابع والسبعون بعد المائة لو أتم كلاً من صفر وربيع الآخر ثلاثين يوماً) وفق التقويم الهجري القمري (العربي). يبقى بعده 179 أو 180 يومًا لانتهاء السنة.

## أحداث
- 1248هـ - تنصيب الأمير عبد القادر ابن محي الدين سلطانًا على الجزائر وذلك بعد تنازل والده له، وكان حينها في عمر 25 سنة.
- 1355هـ - اندلاع معارك كبرى في القدس إثر احتلال الجيش البريطاني لمخفر البراق في المدينة.
- 1356هـ - اغتيال الحاخام المتطرف «غونشتاين» في البلدة القديمة من القدس الشرقية.
- 1365هـ - انعقاد مؤتمر القمة العربي الأول في مدينة أنشاص بمصر برئاسة الملك فاروق، وقد اتخذ عدة قرارات كان من أهمها التمسك باستقلال فلسطين والتأكيد على عروبتها.
- 1373هـ - المقيم العام الفرنسي في تونس يعين محمد صالح المزالي رئيسًا للوزراء، ويكلفه بتشكيل وزارة جديدة ذات أغلبية تونسية.
- 1376هـ - بداية إضراب شامل في الجزائر سمي بإضراب الثمانية أيام لدعم ثورة التحرير الجزائرية.
- 1384هـ - عزل ملك المملكة العربية السعودية سعود بن عبد العزيز آل سعود وتنصيب ولي العهد الأمير فيصل بن عبد العزيز آل سعود ملكًا.
- 1392هـ - الرئيس الأوغندي عيدي أمين يصدر قرارًا بطرد الآسيويين من أوغندا والسيطرة على ممتلكاتهم وإدارتها من قبل الدولة، وكان الآسيويون يتحكمون في كثير من أوجه النشاط التجاري في أوغندا؛ مما تسبب في أزمة اقتصادية للبلاد.
- 1395هـ - إعلان استقلال جزر القمر عن فرنسا.
- 1401هـ - اغتيال رئيس الجمعية النمساوية الإسرائيلية وعضو مجلس مدينة فيينا هاينتز نيتيل في فيينا، على يد منظمة أبي نضال «حركة فتح - المجلس الثوري». نفذ الهجوم هشام راجح ومروان حسن واتهم بهيج يونس بتدبيرها.
- 1402هـ - مصر تستعيد منطقة شرم الشيخ التي تعتبر جزء من سيناء في إطار اتفاقية السلام المصرية / الإسرائيلية.
- 1404هـ - انهيار الدرج المؤدي إلى مدخل «المجلس الإسلامي الأعلى» في فلسطين، حيث اكتشفت ثغرة طولها ثلاثة أمتار وعرضها متران وعمقها أكثر من عشرة أمتار تؤدي إلى نفق طويل شقته دائرة الآثار الإسرائيلية بمحاذاة السور الغربي الخارجي للمسجد الأقصى وتمتد من باب المغاربة حتى باب المجلس الذي يضم مكاتب دائرة الأوقاف العامة مما هدد عمارة المجلس بالسقوط.
- 1411هـ -
  - أمين العام الأمم المتحدة خافيير بيريز دي كويلار يلتقي مع الرئيس العراقي صدام حسين في بغداد لتفادي اندلاع حرب في الخليج بسبب غزو العراق للكويت.
  - تحطم طائرة حربية بريطانية في الخليج العربي ومقتل قائدها.
- 1413هـ - تحطم طائرة الخطوط الجوية العربية الليبية الرحلة 1103 قرب مطار طرابلس بينما كانت في رحلة داخلية بين مدينتي بنغازي وطرابلس، وأدى الحادث إلى مقتل 157 راكبًا معظمهم من الليبيين.
- 1430هـ - انتحاري يفجر نفسه عند قبر الخميني مسفرًا عن قتيلين، وذلك في أعقاب الاضطرابات التي تلت الانتخابات الرئاسية.
- 1442هـ - وصول مسبار الأمل الإماراتي إلى المريخ.
- 1444هـ - تتويج المنتخب العراقي بلقب بطل خليجي 25 للمرة الرابعة، بعد فوزه في مباراة النهائي على المنتخب العماني.

## مواليد
- 448هـ - أسامة بن منقذ، فارس مسلم وشاعر وأديب.
- 1309هـ - أحمد محمد شاكر، عالم ومحدث وفقيه مصري أزهري.
- 1338هـ - مجيب الرحمن، مؤسس جمهورية بنغلاديش وأول رئيس لها.
- 1355هـ - منى نور الدين، ممثلة تونسية.
- 1375 هـ - نبيل فاروق، كاتب مصري، قدّم عدة سلاسل قصصية من أشهرها ملف المستقبل، ورجل المستحيل، وكوكتيل 2000.
- 1392هـ - عمرو واكد، ممثل مصري.
- 1369هـ - عبد الرحمن بن حمد العطية، أمين عام مجلس التعاون لدول الخليج العربية.
- 1393هـ - هويدا أبو هيف، مذيعة مصرية.
- 1394هـ - سمية الخنة، ممثلة ومذيعة بحرينية.
- 1398هـ - مايا دياب، مغنية وإعلامية وعارضة أزياء لبنانية.
- 1404هـ - محمد البوعزيزي، شاب تونسي أشعل الثورة ضد حكم الرئيس زين العابدين بن علي وأطلق ثورات الربيع العربي.

## وفيات
- 173هـ - الخيزران بنت عطاء زوجة الخليفة المهدي ووالدة الخليفتين الهادي والرشيد، والتي كان لها يد في تدبير الحكم.
- 911 هـ - ابن الفرفور الدمشقي، قاضي شافعي.
- 1355هـ - محمد بن مطهر الغشم، عالم مسلم وفقيه زيدي وقاضي يمني.
- 1376هـ - عبد الله الأحمد الجابر الصباح، رئيس دائرة الأمن العام في الكويت.
- 1396هـ - منصور بن ناصر الفارسي، فقيه وقاضي إباضي وشاعر وكاتب عماني.
- 1436هـ - سعود الورع، إعلامي كويتي.

## وصلات خارجية
- موقع قصة الإسلام: حدث في شهر جُمادى الآخرة.